# Steve Thompson (football américain)
(en) Statistiques sur pro-football-reference
Stephen Merall Thompson, né le 12 février 1945 à Seattle, est un joueur américain de football américain.

## Biographie

### Enfance
Thompson étudie à la Lake Stevens High School de Lake Stevens où il se démarque notamment en basket-ball et en football,,. Il obtient les honneurs de l'équipe première de la ligue lors de ses deux dernières années lycéennes, recevant également le rôle de capitaine dans ses équipes.

### Carrière

#### Université
Étudiant à l'université de Washington, Thompson joue en football américain et est nommé dans l'équipe de la saison en Pacific-8 Conference en 1966 et 1967 sans oublier un titre de capitaine lors de sa dernière année universitaire. Steve Thompson remporte le Brian Sternberg Award 1968, récompensant le meilleur athlète de la faculté et reçoit même une mention honorable All-American de la part des entraîneurs. Le défenseur participe au East-West Shrine Game et décroche le titre de MVP défensif de la rencontre.

#### Professionnel
Steve Thompson est sélectionné au deuxième tour de la draft 1968 de la NFL par les Jets de New York au quarante-quatrième choix. Après une saison de rookie où il est remplaçant, ne jouant que quatre matchs dans une année marquée par la victoire de New York au Super Bowl III, Thompson devient titulaire pendant deux saisons dans la ligne défensive avant de marquer une pause en 1971, voulant s'éloigner du football. Il revient en 1972 mais doit se contenter d'un poste de remplaçant pendant deux saisons.  
En 1974, le défenseur rejoint la World Football League et la Storm de Portland avant de jouer trois matchs en Ligue canadienne de football avec les Lions de la Colombie-Britannique en 1975, interceptant même une passe.